# Mangora amchickeringi
Mangora amchickeringi är en spindelart som beskrevs av Levi 2005. Mangora amchickeringi ingår i släktet Mangora och familjen hjulspindlar. Inga underarter finns listade i Catalogue of Life.